# Zawory (województwo pomorskie)
Zawory (kaszub. Zôwòrë) – wieś kaszubska w Polsce na Pojezierzu Kaszubskim położona w województwie pomorskim, w powiecie kartuskim, w gminie Chmielno. Leży na terenie Kaszubskiego Parku Krajobrazowego, przy Drodze Kaszubskiej i na szlaku wodnym „Kółko Raduńskie” nad jeziorami Małe Brodno i Kłodno u podnóża Tamowej Góry (224,1 m n.p.m.) i sąsiedztwie Biskupiej Góry (na północy). Miejscowość jest placówką ochotniczej straży pożarnej.

## Historia
Wieś norbertanek żukowskich w województwie pomorskim w II połowie XVI wieku. 
Od końca I wojny światowej wieś znajdowała się w granicach Polski (powiat kartuski). Do 1918 roku obowiązującą nazwą niemieckiej administracji dla Zaworów było Saworry. Podczas okupacji niemieckiej nazwa Saworry  została przez nazistowskich propagandystów niemieckich (w ramach szerokiej akcji odkaszubiania i odpolszczania nazw niemieckiego lebensraumu) zweryfikowana jako zbyt kaszubska i przemianowana na bardziej niemiecką – Dreiseen.
W latach 1975–1998 miejscowość administracyjnie należała do województwa gdańskiego.